# Schoenoplectus monocephalus
Schoenoplectus monocephalus är en halvgräsart som först beskrevs av J.Q.He, och fick sitt nu gällande namn av S.Yun Liang och S.R.Zhang. Schoenoplectus monocephalus ingår i släktet sävsläktet, och familjen halvgräs. Inga underarter finns listade i Catalogue of Life.